# Henry Herbert, II conte di Carnarvon
Henry George Herbert, II conte di Carnarvon (Londra, 3 giugno 1772 – Londra, 16 aprile 1833), noto tra il 1794 e il 1811 come Lord Porchester.

## Biografia

### Infanzia
Henry Herbert nacque in Hill Street, Londra, da Henry Herbert, I conte di Carnarvon e da sua moglie Lady Elizabeth Alicia Maria Wyndham. Venne battezzato il 22 giugno 1772; frequentò l'Eton College, nel Berkshire.

### Carriera
Fu membro del Parlamento per la città di Cricklade dal 1794 al 1811, anno in cui successe al padre nel titolo di conte di Carnarvon. Nel 1814 venne nominato membro della Society of Antiquaries of London.
Herbert aderito alla Royal Wiltshire Milizia come capitano nel 1790. È stato promosso a tenente colonnello quattro anni più tardi e divenne colonnello nel 1803. Venne nominato viceluogotenente della contea di Somerset nel 1803.

### Matrimonio
Il 26 aprile 1796 sposò Elizabeth Kitty Acland, figlia del colonnello John Dyke Acland. Ebbero cinque figli.

### Morte
Morì il 16 aprile 1833 a Londra, e fu sepolto nell'Hampshire.

## Discendenza
Henry Herbert e Elizabeth Kitty Acland ebbero cinque figli:
- Lady Emily Herbert (?-1854), sposò Philip Bouverie-Pusey, ebbero tre figli;
- figlio nato morto;
- Henry Herbert, III conte di Carnarvon (1800-1849);
- Lord Edward Herbert (1802-1852), sposò Elizabeth Sweet-Escott, ebbero due figli
- Lady Theresa Herbert (1803).

## Ascendenza
|                                       |                                |                                       | Genitori                             |  |  | Nonni |  |  | Bisnonni                               |  |  | Trisnonni                           |  |
|                                       |                                |                                       |                                      |  |  |       |  |  | Thomas Herbert, VIII conte di Pembroke |  |  | Philip Herbert, V conte di Pembroke |  |
|                                       |                                |                                       |                                      |  |  |       |  |  | Thomas Herbert, VIII conte di Pembroke |  |  | Philip Herbert, V conte di Pembroke |  |
|                                       |                                | Catherine Villiers                    |                                      |  |  |       |  |  | Thomas Herbert, VIII conte di Pembroke |  |  |                                     |  |
| William Herbert                       |                                |                                       |                                      |  |  |       |  |  | Thomas Herbert, VIII conte di Pembroke |  |  |                                     |  |
|                                       |                                | Margaret Sawyer                       | Robert Sawyer                        |  |  |       |  |  |                                        |  |  |                                     |  |
|                                       |                                | Margaret Sawyer                       | Robert Sawyer                        |  |  |       |  |  |                                        |  |  |                                     |  |
|                                       |                                | Margaret Sawyer                       | Margaret Suckeley                    |  |  |       |  |  |                                        |  |  |                                     |  |
| Henry Herbert, I conte di Carnarvon   |                                | Margaret Sawyer                       |                                      |  |  |       |  |  |                                        |  |  |                                     |  |
|                                       |                                | …                                     | …                                    |  |  |       |  |  |                                        |  |  |                                     |  |
|                                       |                                | …                                     | …                                    |  |  |       |  |  |                                        |  |  |                                     |  |
|                                       |                                | …                                     | …                                    |  |  |       |  |  |                                        |  |  |                                     |  |
| Catherine Elizabeth Tewes             |                                | …                                     |                                      |  |  |       |  |  |                                        |  |  |                                     |  |
|                                       |                                | …                                     | …                                    |  |  |       |  |  |                                        |  |  |                                     |  |
|                                       |                                | …                                     | …                                    |  |  |       |  |  |                                        |  |  |                                     |  |
|                                       |                                | …                                     | …                                    |  |  |       |  |  |                                        |  |  |                                     |  |
| Henry Herbert, II conte di Carnarvon  |                                | …                                     |                                      |  |  |       |  |  |                                        |  |  |                                     |  |
|                                       | William Wyndham, III baronetto | Edward Wyndham, II baronetto          |                                      |  |  |       |  |  |                                        |  |  |                                     |  |
|                                       | William Wyndham, III baronetto | Edward Wyndham, II baronetto          |                                      |  |  |       |  |  |                                        |  |  |                                     |  |
|                                       | William Wyndham, III baronetto | Catharine Leveson-Gower               |                                      |  |  |       |  |  |                                        |  |  |                                     |  |
| Charles Wyndham, II conte di Egremont | William Wyndham, III baronetto |                                       |                                      |  |  |       |  |  |                                        |  |  |                                     |  |
|                                       |                                | Catherine Seymour                     | Charles Seymour, VI duca di Somerset |  |  |       |  |  |                                        |  |  |                                     |  |
|                                       |                                | Catherine Seymour                     | Charles Seymour, VI duca di Somerset |  |  |       |  |  |                                        |  |  |                                     |  |
|                                       |                                | Catherine Seymour                     | Elizabeth Percy, baronessa Percy     |  |  |       |  |  |                                        |  |  |                                     |  |
| Elizabeth Wyndham                     |                                | Catherine Seymour                     |                                      |  |  |       |  |  |                                        |  |  |                                     |  |
|                                       |                                | George Carpenter, II barone Carpenter | George Carpenter, I barone Carpenter |  |  |       |  |  |                                        |  |  |                                     |  |
|                                       |                                | George Carpenter, II barone Carpenter | George Carpenter, I barone Carpenter |  |  |       |  |  |                                        |  |  |                                     |  |
|                                       |                                | George Carpenter, II barone Carpenter | Alice Caulfeild                      |  |  |       |  |  |                                        |  |  |                                     |  |
| Alicia Carpenter                      |                                | George Carpenter, II barone Carpenter |                                      |  |  |       |  |  |                                        |  |  |                                     |  |
|                                       |                                | Elizabeth Petty                       | David Petty                          |  |  |       |  |  |                                        |  |  |                                     |  |
|                                       |                                | Elizabeth Petty                       | David Petty                          |  |  |       |  |  |                                        |  |  |                                     |  |
|                                       |                                | Elizabeth Petty                       | Mary Crokes                          |  |  |       |  |  |                                        |  |  |                                     |  |
|                                       |                                | Elizabeth Petty                       |                                      |  |  |       |  |  |                                        |  |  |                                     |  |